# 240年代
240年代（にひゃくよんじゅうねんだい）は、西暦（ユリウス暦）240年から249年までの10年間を指す十年紀。